# Magura (hegycsúcs)
A Magura (ukránul: Маґура) hegycsúcs Ukrajnában, az Északkeleti-Kárpátok Szkolei-Beszkidek hegyláncában. A Lvivi terület Szkolei járása és az Ivano-frankivszki terület Dolinai járásának a határán fekszik. Tengerszint feletti magassága 1362 m, ezzel ez az 1408,3 m-es Pokolbérc után a Lvivi terület második legmagasabb pontja. A hegycsúcs és környéke erdővel borított.
Legközelebbi település a tőle nyugatra fekvő Libohora. A csúcstól nyugatra terül el a Magura természetvédelmi terület.
A román eredetű magura ('domb', 'halom') szót az Ukrán-Kárpátokban gyakran használják az erdővel fedett hegycsúcsok és hegyek megnevezésére. Több Magura vagy Mahura nevű hegy és hegycsúcs található az Ukrán-Kárpátokban.